# Micro-région de Tapolca
La micro-région de Tapolca (en hongrois : tapolcai kistérség) est une micro-région statistique hongroise rassemblant plusieurs localités autour de Tapolca.